# Ras Sheehama
Ras Sheehama (* 1966 in Onakayale, Südwestafrika, heute Namibia), mit bürgerlichem Namen Omeho Yaaliyatala, ist ein namibischer Reggae-Musiker.

## Leben
Ras Sheehama wuchs in Nordnamibia auf. Der Pro-SWAPO-Standpunkt seines Vaters zwang ihn 1979 ins Exil nach Angola und Sambia. Dort begann er zu singen und Gitarre zu spielen und kam erstmals mit der Rastafari- und Reggae-Kultur in Kontakt.
Während seiner Highschool-Zeit 1984-1988 in Lagos (Nigeria) spielte er in der Schulband. Dabei ließ er sich von nigerianischen Künstlern wie Fela Kuti beeinflussen. 1986 nahm er sein erstes Demo auf. 1988 schloss er sich in Angola der Ndilimani Cultural Troupe an.
1989 kehrte er nach Namibia zurück und ging mit Ndilimani im Rahmen des Wahlkampfes zu den ersten freien Wahlen 1990 auf Tournee. 1990 begann er seine Solokarriere. Er veröffentlichte drei Alben auf Paul Joubert Music, die nur in Namibia als MCs erschienen. Er trat als Opening Act für Manu Dibango, Salif Keïta, Ismaël Lô, Lucky Dube und Brenda Fassie auf und ging mit Music Circuit auf Tournee im Vereinigten Königreich.
1996 veröffentlichte Ras Sheehama mit Travelling sein erstes CD-Album. Er gewann den NBC Music Makers Award, trat auf dem französischen Festival Printemps de Bourges und als Opening Act für Ismaël Lô auf Réunion auf. 1997 repräsentierte er Namibia auf der Expo in Portugal.
Von 1997 bis 2002 machte er Aufnahmen und Auftritte mit der Band von Lucky Dube und mit Stimela. Seinen ersten Auftritt in Deutschland hatte er 1999 auf dem Africa Festival in Würzburg. In Johannesburg trat er als Opening Act für Don Carlos auf. Er gewann einen Sanlam Music Award und einen Namibia Music Award.
Von 2002 bis 2005 trat er unter anderem auf dem Montreux Jazz Festival, den Fêtes de Genève, an der Canterbury University und auf dem Trnkobrani Open Air in Tschechien auf. 2006 gewann er einen Sanlam Music Award für Lifetime Achievement in Music.

## Diskografie
- Kings Music (1991)
- Push and Pull (1992)
- Strictly Ras Sheehama (1995)
- Travelling (1996)
- Pure Love (2005)
- Travelling On (2006)
- The Best of 1991-2005 (2007)
- Watch Over Us (2008)